# Lego Marvel's Avengers
Lego Marvel's Avengers est un jeu vidéo d'action-aventure développé par Traveller's Tales et édité par WB Games. Prévu initialement pour le troisième trimestre 2015, sa sortie a été repoussée au 27 janvier 2016 sur Xbox 360, Xbox One, PlayStation 3, PlayStation 4, PlayStation Vita, Wii U, Nintendo 3DS et Windows. Le scénario du jeu est basé sur le film Avengers : L'Ère d'Ultron.

## Système de jeu
Le jeu reprend le système de base des jeux Lego ajoutant toutefois des nouveautés notamment à la jouabilité comme des attaques en équipe. Le monde est divisé en plusieurs régions en monde ouvert, librement explorables : Manhattan, Asgard, la base du SHIELD, Washington et la ferme Barton, représentant des lieux emblématiques des films.
Le jeu couvre au total 6 films de l'univers cinématographique Marvel. L'intrigue principale reprend le film Avengers , représenté en 5 niveaux et Avengers : L'Ère d'Ultron en 7 niveaux. Il y a ensuite d'autres niveaux indépendants sous forme de flashback pour Captain America: First Avenger, Iron Man 3, Thor : Le Monde des ténèbres et Captain America : Le Soldat de l'hiver.
Le jeu a des contenus additionnels, des packs (ou dans un passe de saison) contenant de nouveaux personnages et des missions annexes, liés à Les Agents du SHIELD, La Panthère noire, Captain Marvel, Captain America: Civil War (PlayStation et PC), Ant-Man (PlayStation et PC), Spider-Man (gratuit) ou encore Docteur Strange et plein d'autres a découvrir.

## Personnages jouables
| Liste des personnages jouables |
| --- |
| - A-Bomb - L'Abomination - L'Homme-Absorbant - Agent Coulson (VO : Clark Gregg ; VF : Jean-Pol Brissart) - Agent Coulson (Arme du Destructeur) - Agent Carter (VO : Hayley Atwell ; VF : France Renard) - Agent Carter (Retraitée) - Agent Sitwell - Agent Williams - Agent A.I.M. - Aldrich Killian - Amadeus Cho - America Chavez - Ant-Man (Classique) - Arès - Arkon (en) - Arnim Zola - Arnim Zola (Classique) - Baron Strucker - Batroc - Beta Ray Bill - Beth la serveuse - Black Goliath - Bengal - Black Widow (VO : Scarlett Johansson ; VF : Laëtitia Lefebvre) - Black Widow (L'Ere d'Ultron) - Blazing Skull (VO : Keith Silverstein) - Blue Marvel - Brock Rumlow - Bruce Banner (VO : Mark Ruffalo ; VF : Rémi Bichet) - Bruce Banner (L'Ere d'Ultron) - Hulk - Hulk (L'Ere d'Ultron) - Bucky Barnes (VO : Sebastian Stan) - Bucky Barnes (Classique) - Butterball - Thor (VO : Chris Hemsworth ; VF : Jérémie Covillault) - Captain America (VO : Chris Evans ; VF : Martial Le Minoux) - Captain America (L'Ere d'Ultron) - Captain America (Classique) - Captain America (sans casque) - Captain America (L'Ere d'Ultron, sans casque) - Steve Rogers (Civil) - Steve Rogers (Gym) - Steve Rogers (Gants de boxe) - Captain America (Bucky) - Captain America (Sam Wilson) - Captain Britain - Captain Universe (en) - Chase Stein (en) - Touriste Chitauri (en) - Cloud 9 - Le Collectionneur - Cottonmouth - Comte Nefaria - Crimson Dynamo - Crossbones (Classique) - Crystal - Damage Control (en) - Daredevil - Elfe noir - Death Locket (en) - Le Destructeur (Minifigurine) - Demolition Man - Detroit Steel (en) - Devil Dino (en) - Diamondback - Docteur Helen Cho - Dr List - Docteur Strange - Dum Dum Dugan - Echo - Tête-d'œuf - Ellen Brandt - Erik Selvig (VO : Stellan Skarsgård) - Erik Selvig (Peu soigné) - Soldat Extremis (en) - Falcon (VO : Anthony Mackie ; VF : Jean-Baptiste Anoumon) - Falcon (Classique) - Fandral - Finesse (comics) (en) - Fin Fang Foom - Firebird - La Gargouille - Gorilla Girl (en) - Grand Maître - Le Moissonneur - Happy Hogan (en) - Harley Keener - Œil-de-Faucon (VO : Jeremy Renner ; VF : Jérôme Pauwels) - Œil-de-Faucon (L'Ère d'Ultron) - Œil-de-Faucon (Classique) - Wanda Maximoff (VO : Elizabeth Olsen ; VF : Charlotte Corréa) - Œil-de-faucon (Kate Bishop) - Hazmat - Heimdall (VO : Idris Elba ; VF : Frantz Confiac) - Dr Helen Cho (VO : Claudia Kim ; VF : Anne Tilloy) - Hellcat - Hogun - Hulk-Killer (en) - Hulkling - Torche Humaine (Original) - Iron Fist - Iron Legion - Iron Man (MK1) (VO : Robert Downey Jr. ; VF : Loïc Houdré) - Iron Man (MK5) - Iron Man (MK6) - Iron Man (MK7) - Iron Man (MK16) - Iron Man (MK17 - Heartbreaker) - Iron Man (MK25) - Iron Man (Mk33 - Silver Centurion) - Iron Man (Mk40) - Iron Man (Mk42) - Iron Man (Mk43) - Iron Man (Mk45) - Superior Iron Man - Hulkbuster - Iron Man (MK38) - Iron Monger - Iron Patriot (en) - Loki (VO : Tom Hiddleston ; Nessym Guetat) - Maria Hill (VO : Cobie Smulders ; VF : Laura Blanc) - Nick Fury (VO : Samuel L. Jackson ; VF : Thierry Desroses) - Nick Fury (Bazooka) - Odin - War Machine (VO : Don Cheadle ) - Tony Stark - Tony Stark (L'Ère d'Ultron) - Ultron (VO : James Spader) |

## Accueil

### Critique
À sa sortie, Lego Marvel's Avengers reçoit des critiques mitigées de la part de la presse vidéo ludique. Le site Jeuxvideo.com lui reproche notamment sa facilité, son manque de surprise, et surtout la présence de bugs provoquant l’impossibilité d’accomplir la mission ou imposant le redémarrage de la console.

### Ventes
Dès sa première semaine de vente en France, le jeu est à la tête des ventes de jeux Wii U, devant Super Mario Maker et Splatoon, deux des succès de l'année précédente.